# Korélia
A Korélia (vagy Corellia) a Csillagok háborúja elképzelt univerzumának bolygója.
Társaságkedvelő lakóiról, nagy és gyors csillaghajókat építő gyárairól, továbbá a közelében fekvő kereskedelmi útvonalakon történő kalóztámadásokról ismert.
Legismertebb szülötte Han Solo és Garm Bel Iblis.

## A Korélia rendszer
A rendszer mind az öt - Öt Testvérnek nevezett - bolygója lakható, ami ritkaságnak számít. Néhány xenoarcheológus úgy véli, hogy a bolygókat valamikor nagyon régen az igen fejlett celestial civilizáció mozgatta jelenlegi helyére a Középpontállomásnak (Centerpoint Station) nevezett hiperűr-vontatóval. A Középpontállomás az egymás körül keringő, közös légkörön osztozó Talus és Tralus bolygó közös tömegközéppontjában helyezkedik el. A rendszer további bolygói a Szelonia és a Drall.

## Leírása
A Korélia, a "Legidősebb Testvér" felszíni vegetációja zöld és szerkezete a földiéhez hasonló. Környezetszennyezése minimális, mivel csillaghajó-építő gyárai nem a bolygón, hanem körülötte, orbitális pályán vannak.
Kontinenseit két hatalmas óceán fogja közre, a Keleti- és a Nyugati-óceán.
Fővárosa, Koronaváros (Coronet City) az Aranypartnak nevezett tengerparton található; több más város van a közelében, mint például hegyvidéki Bela Vistal és Doaba Guerfel, a turistaközpont Kor Vella vagy a folyóparti Tyrena. Városai nem foglalnak el nagy területet, és nincsenek egybeépült városok, mint a Coruscanton. A településszerkezete vidékies, többnyire falvak és tanyák alkotják.
Koronaváros nyüzsgő főváros, és jellemzői a zöld parkok, nyílt területek és szabadtéri piacok. Ezek közé tartozik a Kincseshajó sor (Treasure Ship Row), ahol számtalan idegen kultúra termékei fellelhetők.
A bolygó belsejében ősi bolygómeghajtómű található, amit egy ismeretlen civilizáció helyezett el valamikor a távoli múltban.

## Élővilága
A rendszer bennszülött értelmes lényei a szeloniak és a drallok. A legnagyobb számú bevándorló faj a Coruscantról származó ember, amely Korélia mellett, a Talus és Tralus felszíni településeiben él. A szomszédos bolygóról származó szeloniak a föld alatti járatokat, alagutakat kedvelik, ahol a Köztársaság előtti időktől kezdve összetett útvonalakat alakítottak ki. 
- koréliai homokpárduc – nappal vadászó ragadozó, karmolása mérgező

## Gazdasága
Bár első látásra mezőgazdasági jellegűnek tűnik, a bolygó ipara jóval kiterjedtebb. Gyárai azonban nem a felszínen vagy a felszín alatt, hanem a bolygó körüli orbitális pályán találhatók. Elsősorban csillaghajókat építő gyárairól ismert.
A bolygó által előállított hajók közé tartozik például: a CR90 korvett, az YT-1300 teherhajó és a DP-20 Corellian Gunship, továbbá az erős Corellian Dreadnaught, ezeket Y. u. 40 -ben gyártották. Ennek a három hajónak a festése sötétkék, törzsük tojás alakú. Legismertebb koréliai hajó az Ezeréves sólyom (Millennium Falcon), amely egy jelentős átalakításokon átesett YT-1300-as teherhajó.
A legnagyobb hajóépítő vállalatot - amely egyúttal a galaxisban is a legnagyobbak közé számít -, a Corellian Engineering Corporation-t (röviden CEC) még a Köztársaság megalakulása előtt alapították.

## Történelme
|  | Alább a cselekmény részletei következnek! |

Y. e. 30 000 -ben a rendszer a Rakata Végtelen Birodalom részévé, pontosabban rabszolgájává vált.
Amikor a rakaták pestisjárvány áldozatává váltak, a koréliaiak megszabadultak tőlük. A Y. e. 25 000  körüli időszakra az Erő igénybe vétele nélkül tökéletesítették a hiperűr-meghajtót, de előtte már létrehoztak egy átmeneti megoldást, amivel a Coruscant és a Duro bolygó elérhetővé vált.
A bolygó a Galaktikus Köztársaság egyik alapítója volt.
Tévedés, hogy a jedik itt jelentek volna meg először (mivel ez a Tython bolygón történt). Az azonban igaz, hogy a koréliai jedik hagyományai különböznek más jedik hagyományaitól. Ők például zöld övet viselnek.
A koréliaiak az elsők között voltak, akik elindultak felfedezni az akkor még ismeretlen és ezért rendkívül veszélyes hiperűrt. Az első és legfontosabb tanulság, ami sok felfedező életébe került, az volt, hogy a hiperűr túlnyomórészt instabil és járhatatlan, csupán keskeny sávokban mutatkozik stabilnak. Ezeken a stabil útvonalakon kezdtek el közlekedni a felfedezők után a kereskedők és ezért nevezték ezeket különféle „kereskedelmi útvonalaknak".
Y. e. 5500-ra a koréliaiak feltérképezték a Koréliai Útvonalat (Corellian Run) és a Koréliai Kereskedelmi Útvonalat (Corellian Trade Route). Felfedezéseik között volt: New Plympto (Y. e. 10 019), Goroth Prime (Y. e. 8000) és a Koboth bolygó (Y. e. 219 előtt). Kolonizálták: Rabaan (Y. e. 7299 ), Socorro (Y. e. 3000 ), Trulalis és Trigalis bolygót.
Korélia a vukik egyik legkorábbi kereskedelmi partnere volt, amikor a Kashyyyk csatlakozott a Köztársasághoz (Y. e. 3956  körül).
"Szárazdokkja" a Köztársaság hajóhadának fontos állomáshelye a Mandalori Háborúk idején.
Y.e. 33-ban Koréliát a Galaktikus Szenátusban közvetlenül Com Fordox képviselte, aki a következő évben segített abban, hogy Palpatine legfelsőbb kancellár legyen.

## Háttérinformációk
A kezdeti időszakban a bolygó neve Corell és Corelli is volt, de a Corellia név is korán megjelent, ez szerepelt A Birodalom visszavág megjelenésekor forgalmazott „Intergalaktikus” szuvenír útleveleken.
A bolygó nagyrészt felderítetlen maradt addig, amíg a Lázadókról szóló könyvtrilógia 1995-ben meg nem jelent. Ezekben a könyvekben a hősök ebbe a rendszerbe érkeznek, hogy a Sacorrai Triádlázadással foglalkozzanak.
A sorozatot Roger MacBride Allen írta.
A bolygó lakóinak, illetve az itt készült tárgyak megnevezése lehet: koréliai, korelli, koréli (angol rövidítéssel „corellian”).

## Megjelenése

### A filmekben
- Solo: Egy Star Wars-történet (2018)

### Videojátékokban
- Star Wars: Rebellion (1998)
- Star Wars: Rogue Squadron (1998, Nintendo 64, PC)
- Star Wars: Jedi Knight: Jedi Academy (2003, PC, Xbox)
- Star Wars: Empire at War (2006)

### Képregényekben
- Star Wars 100: First Strike (1985)
- X-wing Rogue Squadron 25: The Making of Baron Fel (1997)
- X-wing Rogue Squadron: Family Ties (1998)
- X-wing: Rogue Leader (2005)
- Star Wars: The Force Unleashed (2008)

### Könyvekben
- Alan Dean Foster: From the Adventures of Luke Skywalker (Del Rey, 1976), magyarul: A csillagok háborúja, vagy Csillagok háborúja IV: Egy új remény (Móra, 1980) – (Han Solót koréliainak nevezik benne, magát a bolygót más formában nem említik)
- Timothy Zahn: Dark Force Rising (1992)
- Timothy Zahn: X-wing Rogue Squadron 25: The Making of Baron Fel (1992)
- Allen, Roger MacBride. The Corellian Trilogy I: Ambush at Corellia. Bantam Spectra (1995). ISBN 0-553-29803-8
- Allen, Roger MacBride. The Corellian Trilogy II: Assault at Selonia. Bantam Spectra (1995). ISBN 0-553-29805-4
- Allen, Roger MacBride. The Corellian Trilogy III: Showdown at Centerpoint. Bantam Spectra (1995). ISBN 0-553-29806-2
- Stackpole, Michael A.. X-wing II: Wedge's Gamble. Bantam Spectra (1996). ISBN 0-553-56802-7
- Stackpole, Michael A.. X-wing III: The Krytos Trap. Bantam Spectra (1996). ISBN 0-553-56803-5
- Zahn, Timothy, Michael A. Stackpole.szerk.: Peter Schweighoffer (ed.),: Side Trip., Tales From the Empire. Bantam Spectra (1997). ISBN 0-553-57876-6
- Michael A. Stackpole: I, Jedi (1998)
- Daniel, Wallace, Scott Kolins. The Essential Guide to Planets and Moons. Del Rey (1998). ISBN 0-345-42068-3
- James Luceno: Agents of Chaos II: Jedi Eclipse (Del Rey, 2000)
- Carey, Craig R., et al.. Coruscant and the Core Worlds. Wizards of the Coast (2003). ISBN 0-7869-2879-4
- Voronica Whitney-Robinson és Haden Blackman: Star Wars Galaxies: The Ruins of Dantooine (2004)
- Aaron Allston: Betrayal (2006)
- Karen Traviss: Bloodlines (Del Rey, 2006)
- Aaron Allston: Exile (2007)
- Aaron Allston: Fury (Del Rey, 2007)

## Fordítás
- Ez a szócikk részben vagy egészben  a   Corellia című angol Wikipédia-szócikk fordításán alapul.  Az eredeti cikk szerkesztőit annak laptörténete sorolja fel. Ez a jelzés csupán a megfogalmazás eredetét és a szerzői jogokat jelzi, nem szolgál a cikkben szereplő információk forrásmegjelöléseként.